# Xenolachne longicornis
Xenolachne longicornis är en svampart som beskrevs av Hauerslev 1976. Xenolachne longicornis ingår i släktet Xenolachne, ordningen gelésvampar, klassen Tremellomycetes, divisionen basidiesvampar och riket svampar.   Inga underarter finns listade i Catalogue of Life.